# Tais-malaios
Tais-malaios (em malaio: Orang Melayu, em tailandês: ไทย เชื้อสาย มลายู) é um termo usado para se referir aos tailandeses etnicamente malaios. A Tailândia abriga a terceira maior população de etnia malaia após a Malásia e Indonésia, e a maioria dos malaios estão concentrados nas províncias do sul (Narathiwat, Pattani, Yala, Songkhla e Satun). Phuket e Ranong concentram uma considerável população muçulmana, sendo que muitos são de ascendência malaia. Uma grande comunidade também existe na capital da Tailândia, Bangkok. Existem cerca de 2 milhões de tais-malaios, adeptos principalmente do Islamismo.
Malaios étnicos em Narathiwat, Pattani, Yala e Songkhla estão em parte devido a diferenças culturais dos povos tailandeses, bem como experiências passadas de tentativas forçadas a assimilá-los na cultura tailandesa após a anexação do Reino de Patani pelo Reino de Sucotai. Por outro lado, os etnicamente malaios em Satun são menos inclinados para o separatismo, sendo estes mais proficientes em tailandês, em comparação com os malaios de outras províncias, e seu dialeto tem fortes afinidades com o estado vizinho de Perlis.
Os Sam Sams, que compõem a maior parte da população de Satun (mas também uma minoria significativa em Phatthalung, Trang , Krabi , Phang Nga e Songkhla, bem como nos estados malaios de Kedah, Perak e Perlis) são um grupo étnico distinto que geralmente aderem ao Islã, mas são culturalmente Tais (embora com algumas influências da Malásia) e falam um dialeto tailandês do sul intercalados com alguns aspectos malaios.